# شیلا گریباخ
شیلا آدل گریباخ(Sheila Adele Greibach)،زادهٔ (۶ اکتبر۱۹۳۹ در شهر نیویورک) محقق زبانهای رسمی در زمینه محاسبات ، اتومات ، نظریه کامپایلر و علوم کامپیوتر است.
وی یک استاد برجسته علوم کامپیوتر در دانشگاه کالیفرنیا ، لس آنجلس است و از جمله کارهای برجسته دیگر همکاری با سیمور گینسبورگ(Seymour Ginsburg) و مایکل ا. هریسون(Michael A. Harrison) در تجزیه حساس به متن با استفاده از مدل اتوماتیک پشته ای است.